# Condorito
Condorito è un personaggio a fumetti cileno creato da un autore molto famoso in America Latina, René Ríos Boettiger, conosciuto come Pepo.
Condorito è un condor che vive nella città immaginaria di Pelotillehue, protagonista di storie molto brevi che terminano spesso con una battuta che causa lo svenimento di un personaggio col suono onomatopeico caratteristico di "Plop!"